# Weston (Oregon)
Pour les articles homonymes, voir Weston.
Weston est une municipalité américaine située dans le comté d'Umatilla en Oregon.
Lors du recensement de 2010, sa population est de 667 habitants. La municipalité s'étend sur 0,68 mille carré (1,76 km2).
Weston est fondée en 1865. Elle devient une municipalité le 19 octobre 1878,. Le quartier commerçant historique de Weston, principalement de style italianisant, est inscrit au Registre national des lieux historiques depuis 1982.